# Chris Slade
Chris Slade (ur. 30 października 1946 w Pontypridd) – brytyjski muzyk rockowy.
Przed rozpoczęciem profesjonalnej kariery muzycznej pracował w sklepie obuwniczym „Clarks”. W wieku 16 lat został perkusistą zespołu Tommy Scott and the Senators, w którym wokalistą był Tom Jones. W kolejnych latach został perkusistą hardrockowego zespołu AC/DC, współpracował także z zespołami: Manfred Mann's Earth Band, Asia, Uriah Heep i The Firm oraz z muzykami, takimi jak m.in. David Gilmour, Gary Numan, Frankie Miller, Mick Rogers i Colin Pattenden.

## Dyskografia
- Numbers from the Beast: An All Star Salute to Iron Maiden (2005)[7]